# Шихово (Дмитровський міський округ)
Ши́хово (рос. Шихово) — присілок у складі Дмитровського міського округу Московської області, Росія.

## Населення
Населення — 28 осіб (2010; 26 у 2002).
Національний склад (станом на 2002 рік):
- росіяни — 96 %